# Tjerkizovskaja
Tjerkizovskaja (ryska: Черки́зовская) är en station på nordöstra delen av Sokolnitjeskajalinjen i Moskvas tunnelbana. Stationen ligger vid Stora Tjerkizovskaja-gatan vilken fått sitt namn efter den tidigare byn Tjerkizovo vilken idag är ett distrikt i Moskva.
Stationen är en envalvsstation med välvt tak och väggar klädda med paneler av korrugerad metall. Plattformens båda ändar är dekorerade med stora paneler med glasmålningar ovanför uppgångarna.